# Berthold Lubetkin
Berthold Romanovič Lubetkin (Tbilisi, 1901 – Londra, 23 ottobre 1990) è stato un architetto georgiano naturalizzato britannico.

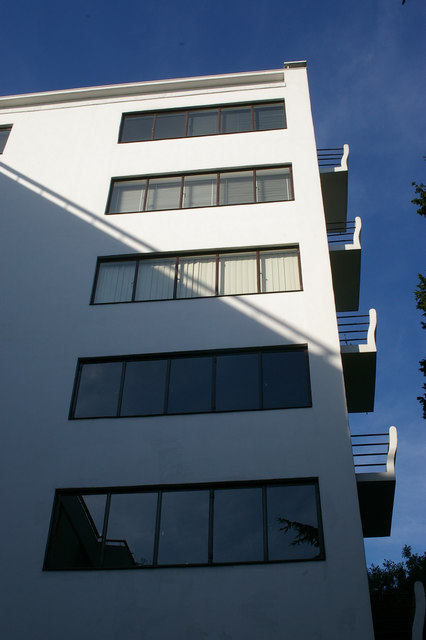
Highpoint I

Lasciò la Russia nel 1922, avviando la sua carriera a Berlino e proseguendola, dal 1926 al 1929, a Parigi. Nel 1930 si trasferì a Londra, aderendo al MARS - Modern Architectural Research Group, sezione inglese dei CIAM.
Nel 1933 fondò il gruppo Tecton, cui fu affidata la progettazione di varie aree dello zoo di Londra. La sua opera più celebre è però Highpoint One (1935), complesso residenziale vicino all'Highpoint Two (1938), sempre progettato da Lubetkin.
Dal 1946 al 1950 fu impegnato nella progettazione del complesso di Spa Green; fu la sua ultima opera dacché si ritirò nel 1951.